# Gwiezdny cyrk
Gwiezdny cyrk – polski program telewizyjny oparty na formacie Celebrity Circus emitowany wiosną 2008 roku w telewizji Polsat. Jego realizacja odbywała się w Cyrku Zalewski.

## Charakterystyka programu
Gwiazdy i celebryci wykonywali zadania bazujące na sztuce cyrkowej. Ich występy oceniało jury w składzie: Ewa Zalewska, Przemysław Saleta, Maryla Rodowicz, Piotr Bałtroczyk. Głosować na uczestników mogli także telewidzowie za pomocą SMS-ów. W kolejnych tygodniach uczestnicy z najsłabszymi wynikami byli eliminowani z programu.
Program nagrywano we wsi Parzniew pod Pruszkowem.

## Odbiór
Obecna w programie tresura zwierząt spotkała się z negatywnym odbiorem publiczności i obrońców praw zwierząt. Krytyce, także w tzw. środowisku medialnym, został poddany Szymon Wydra, którego zachowania w tym programie, w szczególności całowanie foki, stały w sprzeczności z deklarowanym „rockowym” image’em.
Średnia oglądalność ośmiu odcinków programu wyniosła 2,145 mln osób.

## Uczestnicy i wyniki
Uczestnikami programu byli: Maria Góralczyk, Władysław Grzywna, Kamila Porczyk, Anna Powierza, Piotr Pręgowski, Marek Siudym, Grażyna Wolszczak, Szymon Wydra i Mariusz Zalejski.
| Miejsce | Uczestnik         |
| ------- | ----------------- |
| 1.      | Kamila Porczyk    |
| 2.      | Anna Powierza     |
| 3.      | Marek Siudym      |
| 4.      | Piotr Pręgowski   |
| 5.      | Szymon Wydra      |
| 6.      | Władysław Grzywna |
| 7.      | Mariusz Zalejski  |
| 8.      | Grażyna Wolszczak |
| 9.      | Maria Góralczyk   |